# ساوت برادنتون، فلوریدا
ساوت برادنتون (به انگلیسی: South Bradenton) یک منطقهٔ مسکونی در ایالات متحده آمریکا است که در شهرستان ماناته، فلوریدا واقع شده‌است. ساوت برادنتون ۱۱٫۸ کیلومتر مربع مساحت و ۲۱٬۵۸۷ نفر جمعیت دارد و ۶ متر بالاتر از سطح دریا واقع شده‌است.